# Geordan Speiller
Geordan Aaron Speiller (31 de marzo de 1993), es un luchador estadounidense de lucha grecorromana. Ganó una medalla de oro en Campeonato Panamericano de 2016. Representó a su país en la Copa del Mundo en 2014 clasificándose en la 9.ª posición.  